# Карут, Кэти
Кэ́ти Кару́т (англ. Cathy Caruth, род. 1955) — американский историк и культуролог.

## Биография
Закончила Принстон (1977), защитила диссертацию в Йельском университете (1988). Преподавала в Йеле, в Университете Эмори, в настоящее время — профессор Корнеллского университета.

## Основные труды
Её главные, наиболее известные книги — составленный ею сборник Травма: исследования памяти (Trauma: explorations in memory, 1995) и монография Необъявленный опыт: травма, рассказ и история (Unclaimed Experience: Trauma, Narrative and History, 1996). Они переведены на японский язык.

## Другие работы
- Empirical truths and critical fictions: Locke, Wordsworth, Kant, Freud. Baltimore: Johns Hopkins University Press, 1991 (переизд. 2009)
- Literature in the ashes of history. Baltimore: Johns Hopkins University Press, 2013 (переизд. 2014)

## Публикации на русском языке
- Травма, время, история// Травма: Пункты. Сборник статей под ред. С.Ушакина и Е. Трубиной. М.: Новое литературное обозрение, 2009